# Bruggy
Bruggy (nizozemsky Brugge, francouzsky Bruges) se nacházejí na severozápadě Belgie přibližně 90 km od Bruselu. Jsou správním a historickým centrem provincie Západní Flandry. Žije zde přibližně 119 tisíc obyvatel.
Bruggy bývají často označovány jako „Benátky severu“, jelikož jsou protkány sítí kanálů, tvořených řekou Reie. Plavba čluny po městských kanálech je oblíbenou turistickou atrakcí. Kanály rovněž spojují Bruggy s jinými městy, jako např. Gent, Ostende a Zeebrugge.
Historické centrum Brugg bylo roku 2000 zapsáno do Seznamu světového dědictví UNESCO. Jeho podoba se za poslední staletí příliš nezměnila, a proto si uchovalo svůj středověký ráz a architekturu. Nachází se v něm velké množství gotických staveb. Roku 2002 byly Bruggy spolu se španělským městem Salamanca vybrány jako Evropské hlavní město kultury.

## Historie

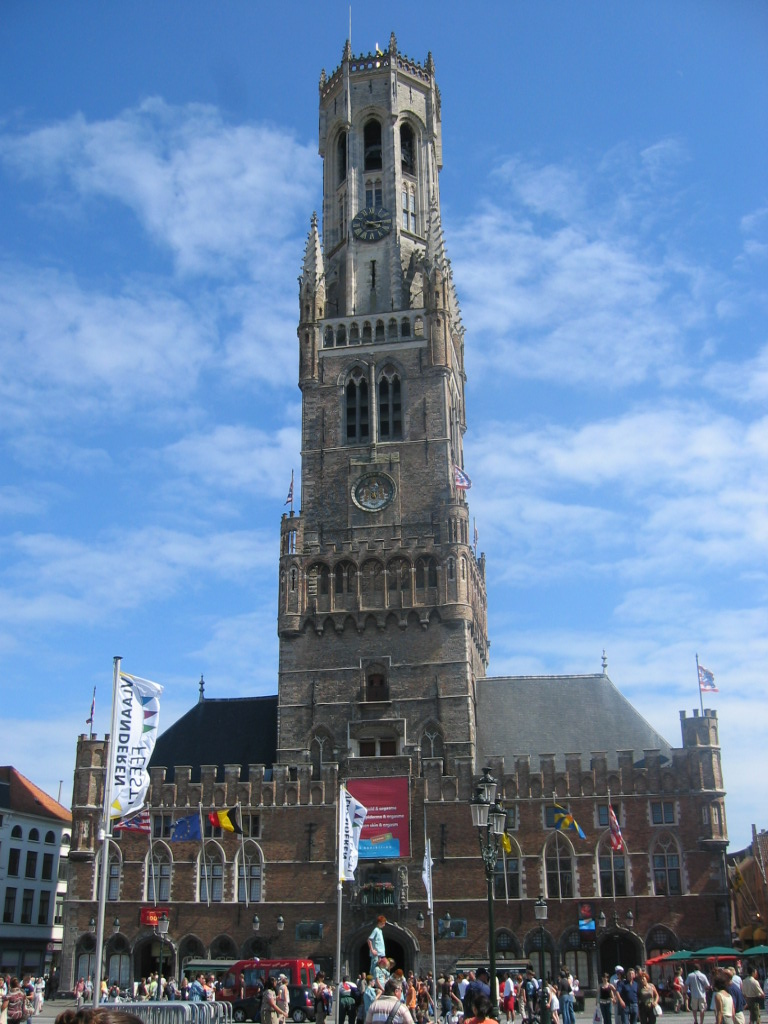
Věž Belfried na náměstí Markt

Již před 2000 lety byla v místě dnešních Brugg galorománská osada. Název Bruggy se však začal objevovat až v 9. století v listinách a na mincích a vznikl pravděpodobně ze staroseverského slova „bryggja“, které znamená „přístavní molo“. Bruggy totiž již od raného středověku sloužily jako námořní přístav a jejich obyvatelé se věnovali obchodu s Anglií a se Skandinávií. Město mělo svoji pevnost na místě dnešního Burgu.
V 11. století došlo k prudkému rozvoji Brugg, které se staly obchodním centrem celoevropského významu. Kolem roku 1050 však došlo k zanesení vodních cest, které spojovaly Bruggy s mořem. Situace se opět změnila roku 1134, kdy obrovská záplavová vlna zasáhla vlámské pobřeží a vznikl hluboký kanál Zwin, který se táhl od moře až k dnešnímu Dammu.
Bruggy byly průplavem spojeny s kanálem Zwin, a měly tak přístup k moři. Přesto však bylo třeba využívat předpřístavy Damme (založený roku 1180) a Sluis (1290).
Roku 1127 byly vybudovány hradby a příkopy, které ohraničovaly plochu o rozloze 86 hektarů. O rok později Bruggy získaly městská práva. Ve 13. a 14. století pokračoval rychlý ekonomický růst Brugg coby obchodního a posléze i finančního centra. Do Brugg se sjížděli obchodníci z celého kontinentu, aby prodávali své zboží. Významným obchodním artiklem bylo vyhlášené vlámské sukno, které se vyrábělo v různých městech ve Flandrech (mj. v Gentu).
Sukno se vyrábělo z vlny, a proto byly velice důležité obchodní kontakty s Anglií a Skotskem, které byly známé kvalitní produkcí této suroviny.
V roce 1253 se Bruggy staly jedním ze tří hlavních center hanzovního spolku v oblasti Severního moře (společně s Londýnem a Bergenem).
Roku 1277 do Brugg připluli kupci z Janova, a tak byly poprvé navázány obchodní kontakty se Středomořím. Příchod janovských kupců do Brugg znamenal počátek obchodu s kořením z Východu a jsou s ním spojeny nové techniky v oblasti bankovnictví a finančnictví. Roku 1314 připluli rovněž obchodníci z Benátek. V průběhu 14. století do Brugg přicházeli obchodníci z mnoha dalších zemí, jako např. Portugalsko, Kastilie nebo Florencie. Roku 1309 byla založena burza a město se postupně zaplňovalo bankéři z širokého okolí, zejména však z Itálie a přímo z Brugg.
Počet obyvatel města ve 13. až 15. stol. rostl; podle některých pramenů v Bruggách roku 1500 žilo 50 tisíc obyvatel, podle jiných až 100 tisíc. Roku 1297 byly zbudovány nové hradby, které měly chránit plochu o výměře 430 hektarů.
Navzdory mohutnému ekonomickému vzestupu se nedá říct, že by život v Bruggách byl poklidný a bezproblémový. Největším problémem byly propastné majetkové rozdíly mezi různými skupinami obyvatel.
Na jedné straně byli obyčejní občané (chudí řemeslníci a obchodníci), na druhé pak bohatí podnikatelé (patricijové). Tato nerovnost vedla k četným nepokojům a konfliktům. Významnější povstání proběhla v letech 1280 a 1436–1438, byla však tvrdě potlačena. V květnu 1302 došlo k události známé jako „bruggská jitřní mše“. Obyčejní občané tehdy povstali proti nadvládě francouzského krále Filipa IV. Sličného nad flanderským hrabstvím a proti majetným vrstvám.
Vůdci povstání byli Peter de Coninck a Jan Breydel, jejichž pomník dnes stojí na náměstí Markt. Dne 18. května 1302 povstalci povraždili francouzskou posádku a patricije, kteří sympatizovali s Francií. Francouzi byli odhaleni tím, že nedokázali správně vyslovit slova „Schild en Vriend“ (česky „štít a přítel“). Francouzský král poté vyslal do Flander své jezdectvo a dne 11. července došlo k bitvě známé jako „bitva zlatých ostruh“ u města Kortrijku. Francouzští jezdci v ní utrpěli těžkou porážku. To mírně zlepšilo situaci řemeslníků v Bruggách a posílilo vládu flanderského hraběte.
Ve 14. stol. postihlo Bruggy kromě nepokojů a politické nestability i několik epidemií. Roku 1369 se dcera posledního hraběte flanderského provdala za burgundského vévodu Filipa Smělého, a Flandry se tak sloučily s Burgundskem. Roku 1384 se Bruggy staly sídlem burgundských vévodů a začalo další období rozkvětu. V té době začala ustupovat produkce látek a do popředí se dostal obchod s luxusním zbožím a bankovní služby.
Koncem 15. stol. došlo k postupnému zanesení kanálu Zwin, a Bruggy tak ztratily přístup k moři, a tím i možnost provozovat námořní obchod. Vůdčí pozici v oblasti obchodu ve Flandrech po Bruggách převzaly Antverpy a začalo období postupného úpadku Brugg. Mezinárodní obchod v Bruggách sice fungoval i nadále, ale nikdy ne v takové míře jako v dobách největšího rozkvětu. Roku 1600 byly Bruggy pouze provinčním městem a v roce 1850 dokonce nejchudším městem Belgie.
Ekonomický úpadek Brugg trval až do konce 19. století. Během tohoto nepříznivého období se město příliš neměnilo a to je důvod, proč si jeho centrum dodnes uchovalo středověký ráz.
Na konci 19. stol. město začali objevovat turisté, a to částečně díky románu Georgese Rodenbacha „Bruges la morte“ („Mrtvé Bruggy“) z roku 1892.
V průběhu 20. století se Bruggy staly významným turistickým centrem, které navštíví více než milión turistů ročně. Kromě toho došlo k rozvoji průmyslu a roku 1907 byl zahájen provoz přístavu v Zeebrugge a vybudován kanál spojující tento přístav s Bruggami.

## Zajímavá místa

### Náměstí

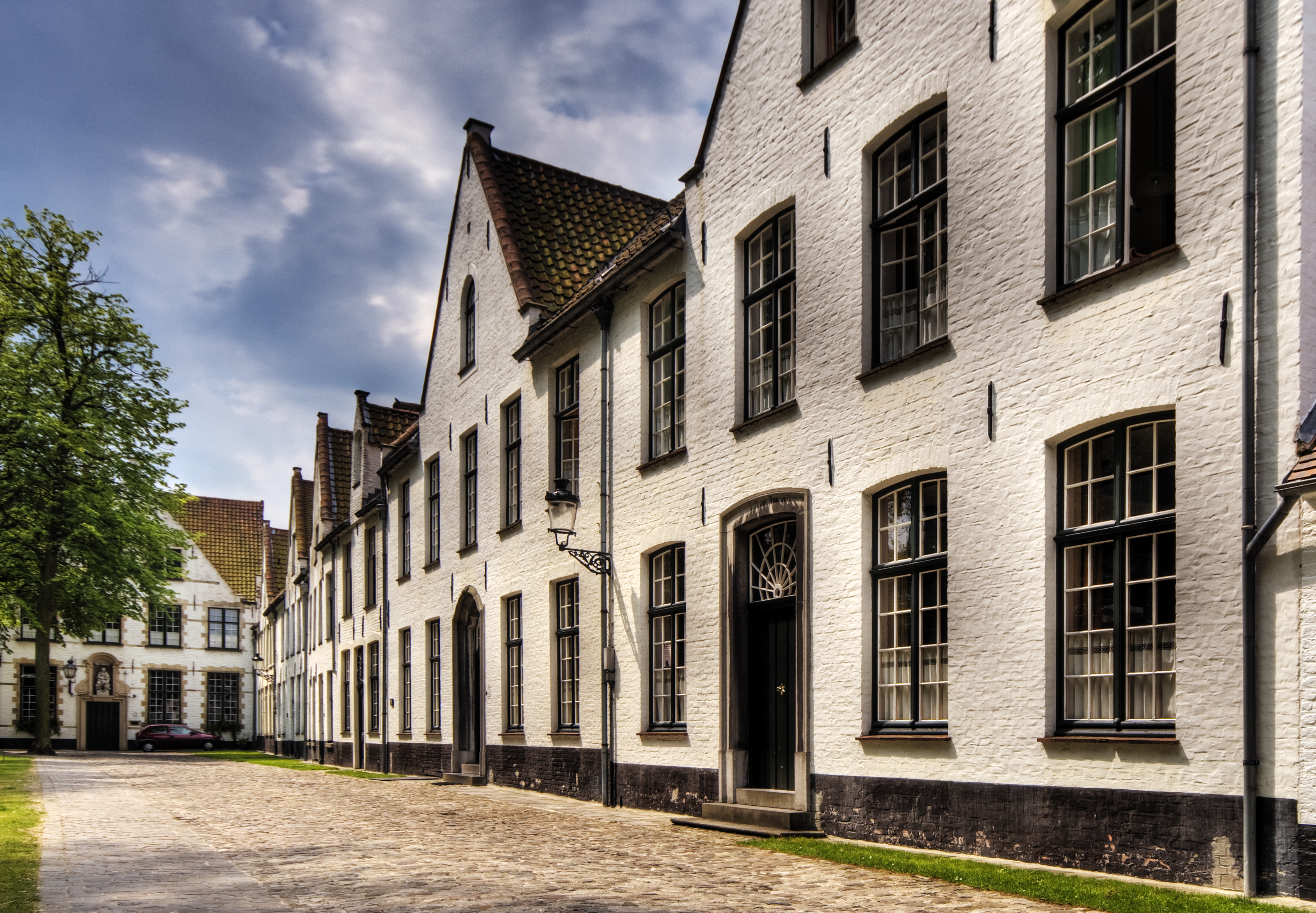
vnitřní náměstí zdejší bekináže

Takřka ve středu historické části města se nachází náměstí Markt. Bylo založeno údajně roku 958 hrabětem Baudouinem II. Uprostřed tohoto náměstí se nachází pomník Petera de Conincka a Jana Breydela, vůdců bruggské jitřní mše roku 1302 (viz výše). V jihovýchodní části Marktu se nachází tržnice Halle, založená roku 1240, jakož i 83 metrů vysoká věž Belfried (Beffroi, společně s dalšími 56 francouzskými a belgickými zvonicemi figuruje na seznamu světového dědictví UNESCO), která je dominantou náměstí. Východní část náměstí zaujímají Provinciaal Hof (sídlo správních orgánů provincie Západní Flandry) a poštovní úřad. Obě budovy byly postaveny v novogotickém slohu na místě bývalého tržiště se suknem.
Druhým důležitým náměstím v Bruggách je Burg. Na tomto náměstí kdysi stála pevnost, která měla chránit město před útoky Normanů. Na východní straně Burgu se nachází Justiční palác (Gerechtshof), vybudovaný v 18. stol. v novogotickém slohu. Dalšími významnými stavbami na náměstí Burg jsou gotická radnice (Stadhuis) ze 14. stol. a bazilika sv. Krve (Basiliek van het Heilig Bloed).
Mezi další náměstí patří dvůr bekiní – tzv. bekináž. Nachází se v jižní části historického centra a společně s dalšími 12 bekinážemi ve Vlámsku figuruje na seznamu světového dědictví UNESCO. Jedná se o uzavřený, zdí obehnaný blok budov, které obývaly bekyně – ženské náboženské sdružení uvnitř římskokatolické církve, založené ve 13. století pro ženy, které chtěly sloužit Bohu, aniž by se však odloučily od světa.

### Kostely
Turisticky nejatraktivnější je kostel Panny Marie (Onze-Lieve-Vrouwekerk), postavený z větší části ve 13. století. Je známý svou cihlovou věží, vysokou 122 m, která je druhou nejvyšší kostelní věží v Belgii (nejvyšší věž má katedrála Panny Marie v Antverpách, která je vyšší o 1 metr) a zároveň zřejmě nejvyšší cihlovou stavbou v Evropě.[zdroj?] V tomto kostele je umístěna velice cenná Michelangelova socha Madony s dítětem.
Některé další kostely v Bruggách:
- Bazilika sv. Krve (Basiliek van het Heilig Bloed)
- Jeruzalémský kostel (Jerusalemkerk)
- Kostel sv. Anny (Sint-Annakerk)
- Kostel sv. Magdaleny (Sint-Magdalenakerk)
- Sint-Walburgakerk
- Kostel sv. Jakuba (Sint-Jacobskerk)
- Kostel sv. Jiljího (Sint-Gilliskerk)
- Katedrála Spasitele (Katedraal St-Salvator)

### Muzea
Za jedno z nejznámějších muzeí v Bruggách je považováno Groeningse Museum. Jsou zde vystavena díla vlámských umělců od 15. století po současnost včetně malířů bruggské školy.
Mezi autory vystavovaných děl patří např. Jan van Eyck, Hans van Memling, Gerard David, Rogier van der Weyden a Hieronymus Bosch.
V Bruggách najdeme rovněž muzeum Hanse Memlinga, které bylo zřízeno ve špitálu sv. Jana (Sint-Janshospitaal).
Další muzeum bylo vytvořeno v Begijnhofu (Dvoře bekyní), který pochází z roku 1245. V Begijnhofu se nachází kostel a domky ze 17. století, z nichž jeden je přístupný veřejnosti. Najdeme v něm mimo jiné starý nábytek a sbírku starých krajek. Kromě toho dnes Begijnhof slouží jako ženský klášter.

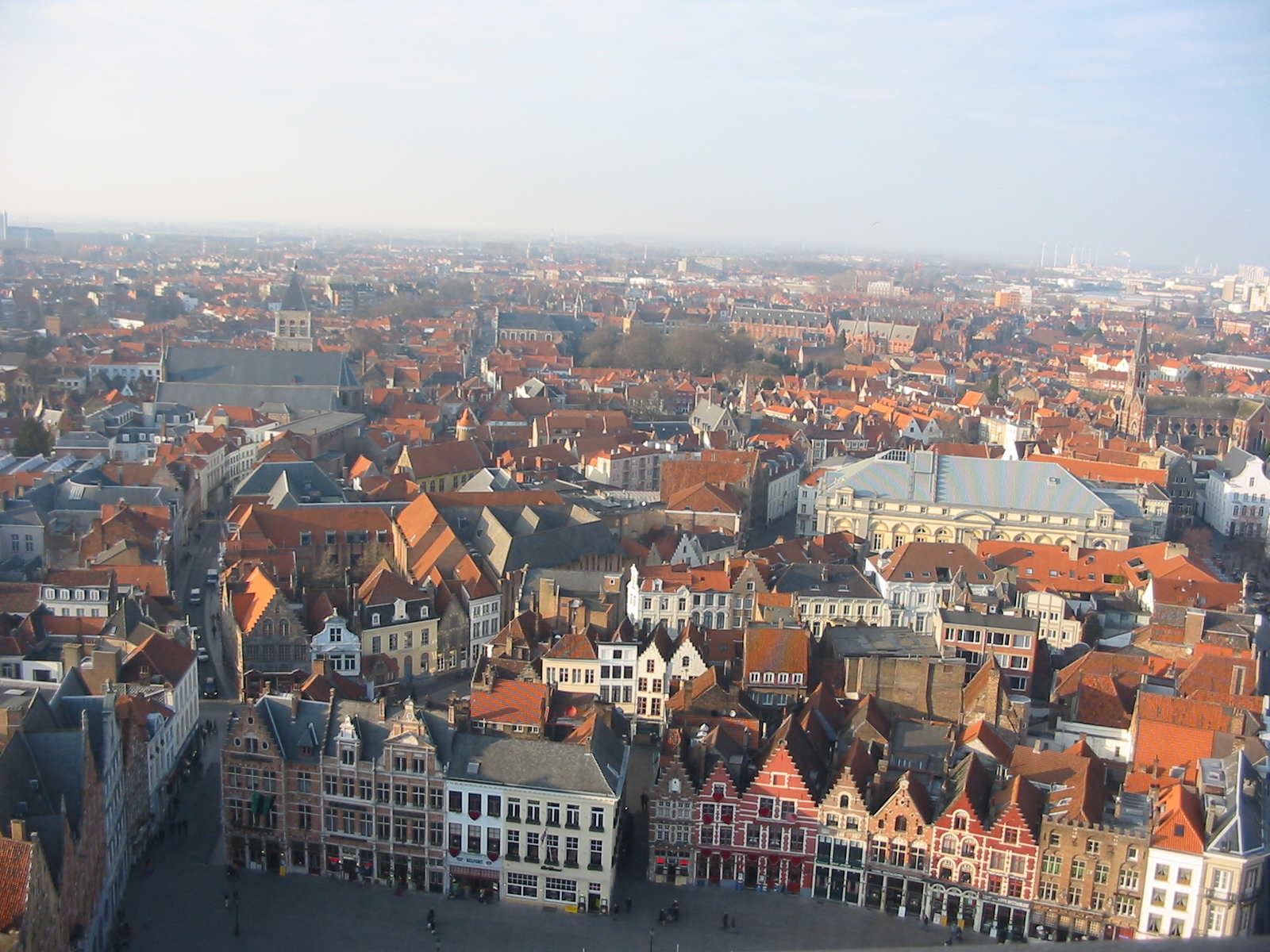
Pohled z věže Belfried
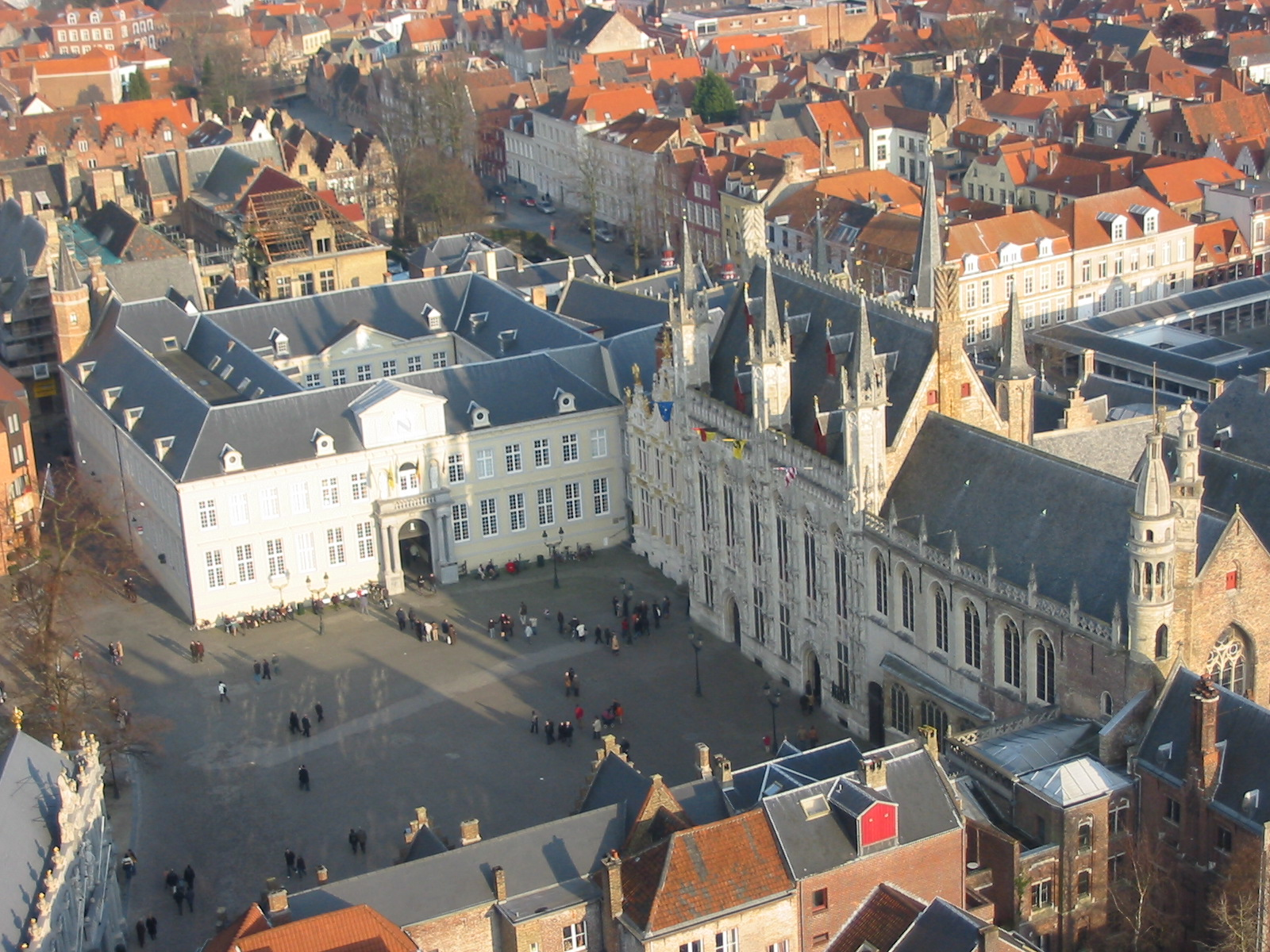
Pohled na náměstí Burg
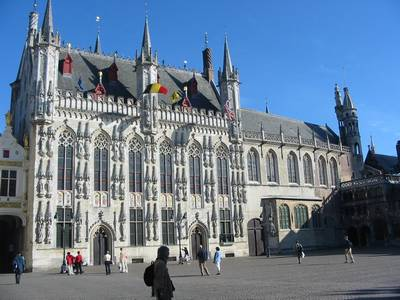
Radnice na náměstí Burg
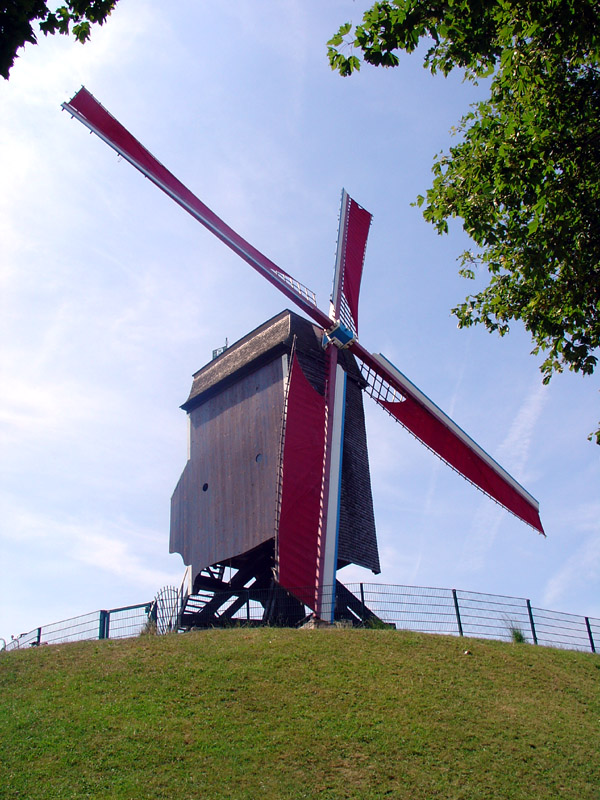
Jeden ze 4 větrných mlýnů

## Sport
Ve městě se nacházejí fotbalové kluby Cercle Brugge KSV a Club Brugge KV.

## Osobnosti města
- Jan van Eyck (1385–1441), nizozemský malíř pozdní gotiky
- Gilles Binchois (kolem 1400–1460),burgundský hudební skladatel a spoluzakladatel franko-vlámské školy
- Hans Memling (1433–1494), vlámský gotický malíř
- Filip I. Kastilský (1478–1506), burgundský vévoda
- Eugène Charles Catalan (1814–1894), belgicko-francouzský matematik
- Frank Vanhecke (* 1959), belgický vlámský politik

## Partnerská města
- Burgos, Španělsko
- Salamanca, Španělsko
- Bastogne, Belgie
- Bad Arolsen, Německo
- Mons, Belgie

## Bruggy v kultuře
- film V Bruggách (2008)